# Eclissi solare del 1º luglio 2000
L'eclissi solare del 1º luglio 2000 è un evento astronomico che ha avuto luogo il suddetto giorno attorno alle ore 19.33 UTC.